# Pongyi-thaing

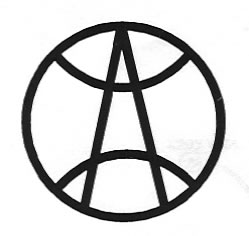
Emblème du Pongyi-thaing

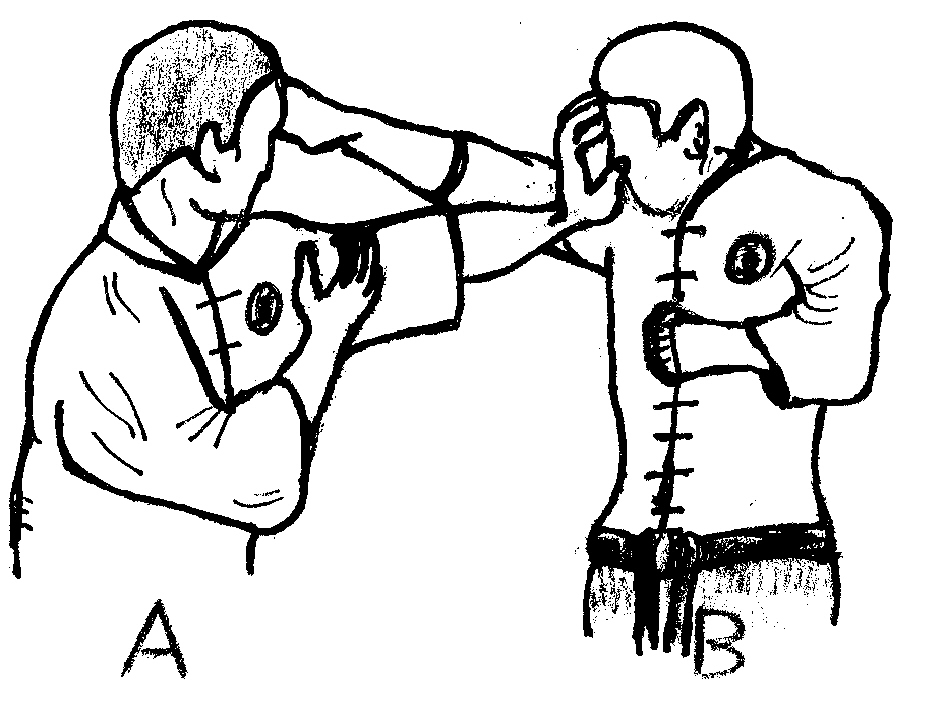
Contrôle de l'opposant à mains nues

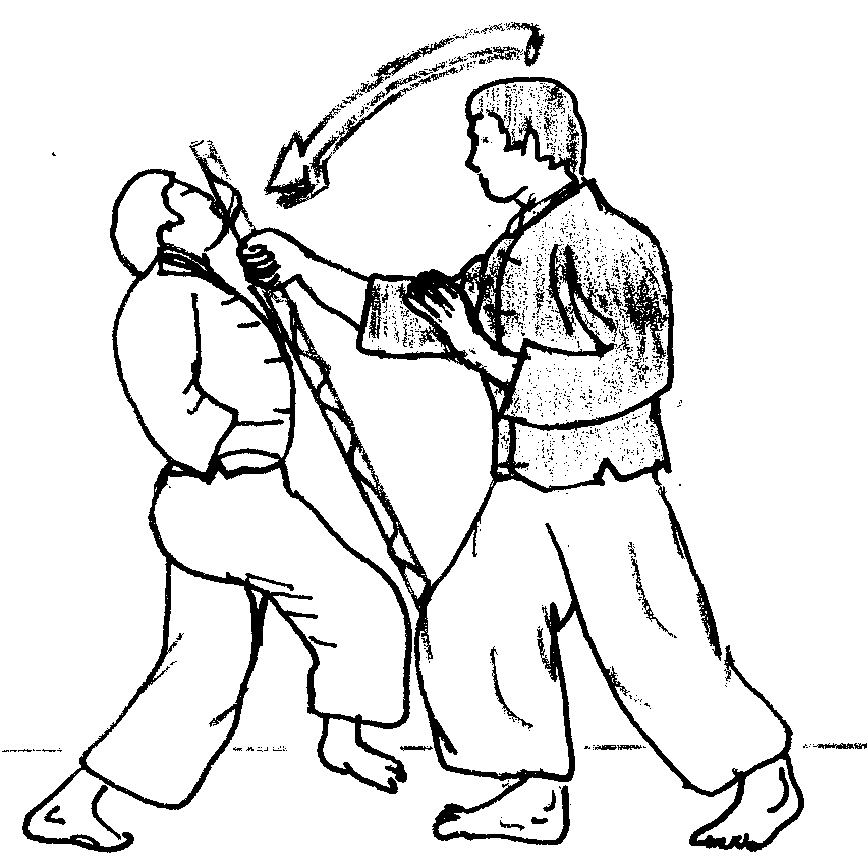
Contrôle de l'opposant avec un bâton de marche

Le pongyi-thaing, ou système martial des moines, est un art martial à l’origine du thaing (arts martiaux birmans). Il remonterait au IIIe siècle, lorsque les moines du nord de la Birmanie voulaient se protéger et s’entretenir physiquement. Elle est basée sur des principes de la non-violence qui est, sans doute, à l’origine du concept de thaing. Technique et philosophie de ce système de combat furent d’abord transmises dans le cadre des monastères. Au IIIe siècle, ce système est basé sur les valeurs d’autodiscipline, d’autodéveloppement et d’autoréalisation, puis au IXe siècle sur celles de self-défense et d’autoprotection.

## Historique
Ces pratiques martiales non agressives ont vu le jour au IIIe siècle apr. J.-C. sous le règne des Pyus. Cette première civilisation du Myanmar a développé un « grand idéal » issu des idées spirituelles de l’époque. Civilisation florissante, ils creusent des canaux, irriguent les cultures, inventent des méthodes agricoles et font preuve d’une élégante culture (nombreux édifices et œuvres d’art). Ils développent, dans une région de paix, une société pacifiste (sans esclavage, prisons ni exécutions). Route principale entre l’Inde et la Chine, le royaume des Pyûs, au VIIe siècle, était surnommé par les pèlerins étrangers, le « pays de la paix ».
Puis au IXe siècle, le moine Oopali (Upali) fut mandaté pour formaliser le « système martial des moines » et pour établir un ordre religieux. Cet ordre existe encore en Birmanie et également dans les pays limitrophes, Thaïlande, Cambodge et Laos. Mais ce système disparut à la suite des guerres tribales et conflits avec les pays voisins. Seule une poignée de moines essayèrent de préserver les bases et les principes recensés par Oopali jusqu’à nos jours. Au cours du XIXe siècle, les moines des monastères bouddhistes du nord de la Birmanie enseignèrent cet art martial dit non-violent. Il en fut de même pour le moine Mogok Sayadaw (sayadaw, titre donné au supérieur d’un monastère), ardent pratiquant de hatha-yoga, qui enseignait le système de non-violence véhiculé dans le bando et le yoga. En 1911, il écrivait : « la violence est l’usage excessif de la force, et elle conduit à de sérieux traumatismes voire à la mort. Un système martial non violent enseigne le contrôle absolu de la puissance, et des émotions, évitant des traumatismes irréversibles à l’agresseur. »

## Concept du pongyi-thaing
C’est une science du combat basée sur le principe de « non-violence ». Elle s’appuie sur le « style haut » du thaing, caractérisé par le « contrôle de ses propres émotions » et sur le « système doux », caractérisé par des techniques avec contrôle de sa propre énergie, dans le but de minimiser les dégâts occasionnés à l’adversaire. Cela signifie une grande « maîtrise de ses actes », des mouvements rapides, un esprit fort et en alerte permanente. Exemples de principe : « contrer toute attaque (agression) par le calme de l’esprit et la fluidité des mouvements » et « utiliser à son profit l’énergie de l’adversaire ». Les anciens disent : « il faut s’exercer constamment et s’instruire, cultiver le corps et l’esprit dans toutes les situations ». Cette méthode d’entraînement du corps et de l’esprit, accompagnée de connaissances des points vitaux, des techniques de la respiration énergétique, des connaissances issues du yoga, etc., au même titre que le minzin, est également construite sur la recherche de développement de l’énergie interne.

## Plus qu’une technique de non-violence, une démarche spirituelle
Beaucoup plus qu’une technique de combat, il s’agit d’une démarche spirituelle et sûrement religieuse à l’époque. On retrouve la conception ancestrale des moines-guerriers (Djidji) de l’unité du corps et de l’esprit afin d’agir en harmonie. Au-delà de l’efficacité du geste, la technique martiale est art de vie, surtout à l’époque où l’objectif premier était de s’accomplir et de s’entretenir physiquement. Cette conception philosophique est reprise au XIXe siècle dans le Hanthawaddy-thaing et symbolisé dans son emblème (trois cercles et trois triangles). Ces techniques ont été préservées dans les monastères de Birmanie, et ont resurgi au début du XXe siècle au Military Athletic club de Maymyo.

## Le pongyi-thaing, un système de défense
A l’exemple de nombreux arts de combat s’appuyant sur une philosophie de non-violence, il s’agit dans le pongyi-thaing d’apprendre à se défendre contre tout type d’agression (verbale, physique ou psychique). On y apprend des stratégies non-violentes : contrôle des émotions, paroles apaisantes, postures apaisantes, maîtrise des expressions faciales, mise en alerte physique et mentale, gestion de la distance de sécurité, utilisation d’objets de proximité, etc.
Les techniques défensives sont axées sur le mode non agressif : 1/ actions de dérobement et de mise en échec (échappatoire, déplacements défensifs, gestes contre-offensifs), 2/ actions de contrôle et de maîtrise de l’opposant (saisies, neutralisations, clefs articulaires, strangulations, balayages, projections, etc.), 3/ actions de percussion (gestes non mortels sur des cibles non vitales). Dans tous les cas les techniques de défenses sont contrôlées pour ne pas causer de blessures irréversibles à l’agresseur. Les pratiques s’effectuent à mains nues ou avec armes.  Elles sont réservées à des pratiquants avancés. Le concept de non-violence est très présent dans le Thaing* en général. Il utilise des stades « supérieurs » dans la défense, c’est-à-dire des moyens plus sophistiqués que les modes classiques. Pour exemple les actions suivantes :
- Apaisement de l’agresseur (principes de dissuasion, de persuasion, de détournement, etc.)
- Utilisation de l’action adverse (principe de non résistance à la force adverse ou « céder pour mieux vaincre », etc.),
- Manipulation de l’agresseur (techniques de manœuvres : tromperies et action différées, etc.)
- Anticipation sur l’agression adverse (neutralisation, contre, etc.)
- Les gestes de percussion avec force, vitesse et précision sur des centres nerveux vulnérables permettant de mettre hors de combat momentanément un opposant (douleur vive, paralysie provisoire)
- Les gestes de contrôle et de soumission de l’agresseur (saisies et clefs douloureuses)
- A contrario, les gestes de soins des traumatismes éventuels.

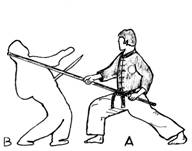
défense contre attaque au sabre

## Les composantes techniques
On trouve notamment des techniques défensives avec ou sans armes sur le mode non-agressif (non-résistance à l’attaque adverse, déplacements défensifs, neutralisation par anticipation ou absorption du choc, clefs articulaires de contrôle) et des séquences techniques scénarisées dites du bonze, tel la forme à mains nues (Pongyi-aka), la forme avec bâton (Pongyi-dhot) et la forme avec sabre (Pongyi-dha).
Les techniques de combat répondent à des logiques simples : mise en sécurité optimale, apaiser son agresseur, utilisation de l’action adverse, économie d’énergie, etc. Pour cela, on trouve des réponses sommaires, instantanées et pratiques aux agressions : détourner l’énergie agressive, utilisation de l’environnement présent, etc.